# Край, Ханс (старший)
Йо́хан Хе́ндрик Кра́й (нидерл. Johan Hendrik Kraay; 14 октября 1936, Утрехт — 27 октября 2017, Тил, Гелдерланд) — нидерландский футболист и футбольный тренер, играл на позиции защитника.

## Биография

### Клубная карьера
Начинал карьеру в клубе ДОС, в котором отыграл 5 сезонов и выиграл чемпионский титул 1958 года. В 1961 году присоединился к «Фейеноорду», в составе которого играл на протяжении семи сезонов, выиграв три чемпионских титула и Кубок Нидерландов 1965 года. Всего за роттердамский клуб Край сыграл 192 матча и забил 2 гола.
В 1968 году вернулся в ДОС, в котором отыграл два сезона и завершил в 1970 году карьеру.

### Карьера в сборной
В составе сборной Нидерландов сыграл 8 матчей, в которых не забил ни одного гола.

### Тренерская и телевизионная карьера
На протяжении всей карьеры работал главным тренером ряда голландских клубов, среди которых были «Дордрехт», «Гоу Эхед Иглз», «Аякс», «АЗ», «Спарта», «Ден Хааг» и «Фейеноорд», а также с 1979 по 1980 год возглавлял канадский «Эдмонтон Дриллерз».
С 1985 по 1989 год работал техническим директором в ПСВ и «Фейеноорде», а затем работал на телевидении и радио в качестве спортивного аналитика.

### Семья
Его сын Ханс (род. 1959) был футболистом, а затем стал тренером.

### Смерть
Скончался 27 октября 2017 года в Тиле в возрасте 81 года.

## Достижения

### В качестве игрока
ДОС
- Чемпион Нидерландов (1) : 1957/58

«Фейеноорд»
- Чемпион Нидерландов (3) : 1960/61, 1961/62, 1964/65
- Обладатель Кубка Нидерландов (1) : 1964/65

### В качестве тренера
АЗ
- Обладатель Кубка Нидерландов (1) : 1977/78